# خيال العاشق (فلم)
خيال العاشق هو فيلم تدور أحداثه حول فتاة جميلة، تدعى (إلهام) والتي تحب شاب نصاب يدعى (علي)، لكنه في الأخير يتخلى عنها، لتضطر إلى الزواج من ابن عمها الثري (سلامة)، لتصبح سيدة مجتمع، مما يُطمع بها (علي) ويحاول العودة إليها، وفي نفس الوقت يقع جارها الفقير (عفيفي) في حبها ولكن من طرف واحد.

## طاقم التمثيل
- وائل نور.
- جيهان نصر.
- أحمد راتب.
- تهاني راشد.
- محمد متولي.
- ميمي جمال.
- محمد التاجي.
- محمد أبو الحسن
- شعبان حسين
- شادية عبد الحميد
- فكري صادق.

وغيرهم.

## وصلات خارجية
- مقالات تستعمل روابط فنية بلا صلة مع ويكي بيانات